# Phoma laundoniae
Phoma laundoniae är en lavart som beskrevs av Boerema & Gruyter 2002. Phoma laundoniae ingår i släktet Phoma, ordningen Pleosporales, klassen Dothideomycetes, divisionen sporsäcksvampar och riket svampar.   Inga underarter finns listade i Catalogue of Life.